# Rubus guttiferus
Rubus guttiferus — вид квіткових рослин з родини трояндових (Rosaceae). Ареал: Німеччина (Баварія, Гессен, Саксонія, Тюрінгія), Австрія, Південна Польща, Чехія, Словаччина, Угорщина.

## Екологія
Росте на сонячних місцях у чагарникових угрупованнях, переважно вздовж доріг, на узліссях, дорогах і галявинах, віддаючи перевагу досить родючим, добре дренованим ґрунтам.